# Кевелар
Кефелер, Кевелер або Кевелар (нім. Kevelaer, [ˈkeːvəlaːɐ̯]) — місто в Німеччині, знаходиться в землі Північний Рейн-Вестфалія.Підпорядковується адміністративному округу Дюссельдорф. Входить до складу району Клеве.
Площа — 100,6 км2. Населення становить 27 955 ос. (станом на 31 грудня 2020).